# Székács József Evangélikus Óvoda, Általános Iskola és Gimnázium
A Székács József Evangélikus Óvoda, Általános Iskola és Gimnázium egy egyházi fenntartás alatt lévő közös igazgatású köznevelési intézmény, amely Orosháza városában található. Az intézmény bár hosszú évtizedes múlttal rendelkezik, mégis 1996 óta várja a diákokat az iskola kapuja. Ez az egyetlen olyan oktatási intézmény a városon belül, amely magában foglalja és lefedi az óvodától kezdve a középiskolás képzésig a köznevelés fontos területeit.

## Története
Bár az intézmény 1996 óta áll fenn, mégis több évtizedes, sőt évszázados múltra tekint vissza Orosháza városán belül.

### A kezdetek
Már a Zombáról idetelepülő nyolc család gyerekeinek számára is elkezdődött az evangélikus szellemben történő tanítás egyből Orosháza városalapítását (1744. április 24.) követően.Ennek a vezetését vállalta el Dénes Sándor tanító.

### A gimnáziumi előkészítő tanfolyam és az Orosházi Evangélikus Gimnázium (1933/1937-1948)
Orosháza városa már a 19. század során létesíteni szeretett volna egy gimnáziumot, ezek a kísérletek a két világháború közötti időkig mind tiszavirág életűek voltak. 1933 év elején a budapesti születésű Musulin Béla és a tótkomlósi Péterfia Zoltán a község vezetői elé álltak egy középiskola létrehozásával. Azonban a VKM-ben Hóman Bálint nem adott engedélyt erre vonatkozóan, így csak egy Gimnáziumi Előkészítő Tanfolyamot tudtak megvalósítani.
1935-ben az evangélikus egyházközség már fontolgatta, hogy ebből a magángimnáziumból kiindulva létrehozzanak egy evangélikus fenntartású gimnáziumot. Ennek az volt az oka, hogy 1944-ben az egyházközség 200. évfordulóját ünnepelte és ezt szerették volna egy iskolaalapítással egybekötni. Végül 1937-ben jött létre az Orosházi Evangélikus Gimnázium, 76 beiratkozott tanulóval. Ez a szám folyamatosan nőtt (1943/44-re 385 fő volt), majd visszaesésnek indult.
Végül 1948. június 16-án az egyházi iskolák államosításra kerültek, így megszűnt a város egyházi képzése és az államosított gimnáziumból a Táncsics Mihály Gimnázium lett. Az evangélikus gimnázium egykori ingatlanján pedig a 2. sz. Állami Iskola létesült.

### Az iskola újjáélesztése, az óvoda evangélikus kézbe kerülése (1991/1992-2008)

#### A Hajnal utcai óvoda
1978-ban a Hajnal utcában egy önkormányzati fenntartású óvoda létesült, amely 6 csoporttal, a magas létszámának és a jó hírnevének köszönhetően az evangélikus egyháznál is kivívta elismerését. 1991 során újra önkormányzati fenntartás alatt, de elkezdődött az egyházi nevelés az óvodában. 1995 szeptember 1-jén egyházi fenntartás alá került az intézmény Hajnal Evangélikus Óvoda néven. 1999 és 2000 között bajor támogatással az óvoda udvara átalakítás alá esett.

#### Az iskola újjászervezése a rendszerváltozást követően
A magyar rendszerváltozást követően a történelmi egyházak számára megnyílt az út az iskolaalapítás felé. 1991 során indult újra Orosházán az evangélikus iskola újjászervezése, hiszen a helyi önkormányzat visszaadta az elvett ingatlanokat és csereingatlan keretében a volt 2. sz. Állami Iskola épületét is elnyerte. Az akkori gyakorlat szerint az egyházi iskolák egyből vagy felmenő rendszerben váltak azzá. 1992. szeptember 1-jén két egyházi tagozatos általános iskolai osztállyal, de régi néven és fenntartóval kezdte el működését. 1996-ban az intézmény fenntartóváltozáson esett át, ekkor került a helyi evangélikus egyházközség irányítása alá az iskola és így Orosházi Evangélikus Általános Iskola lett a neve. 1998. szeptember 1-jén pedig egy 23 fős hat osztályos gimnázium is elindult az intézményen belül, ezzel a "gimnázium" jelző is bekerült a nevében. A kétemeletes épület ekkoriban kapott egy tetőtéri szintet is. 2000. szeptemberében pedig egy négy évfolyamos gimnáziumi képzés indult el, amelynek első érettségizői 2004-ben tettek le vizsgákat.
Az iskola 2006-ban ünnepelte 10 éves fennállását, 2008-ban pedig a 75 éves orosházi gimnáziumi oktatásra emlékeztek meg.

### Az iskola és az óvoda összevonása (2008 óta)
2008. szeptember 1-jén az iskola és az óvoda egy fenntartói döntés értelmében összeolvadt. 2009. szeptemberében pedig felvette az intézmény Székács József evangélikus püspök nevét. Így az intézmény új neve Székács József Evangélikus Óvoda, Általános Iskola és Gimnázium lett.
2010-ben az intézmény jelentős átalakításon esett át: ekkor épült az új épületrész, ami magában foglal 2-2 nyelvi labort, informatika termet, egy katolikus hittantermet, iskola lelkész és iskolapszichológusi szobát, rajztermet és számos irodát.
2017-ben az iskola udvara, 2020-ban az óvoda játszótere újult meg. 2021. május 29-én ünnepelte az iskola 25 éves fennállását.
2022 júniusa és 2023 márciusa között felújításon esett át az orosházi Hajnal utcai óvoda. Közel 400 millió forintból új tornaszobával, nevelői irodákkal, foglalkoztatókkal bővül, illetve új napelemmel lesz felszerelve az épület. A felújítás ideje alatt, 2022 augusztus 22. és 2023 március 31. között az ovisok a Kodolányi János Egyetem orosházi épületében voltak elhelyezve.

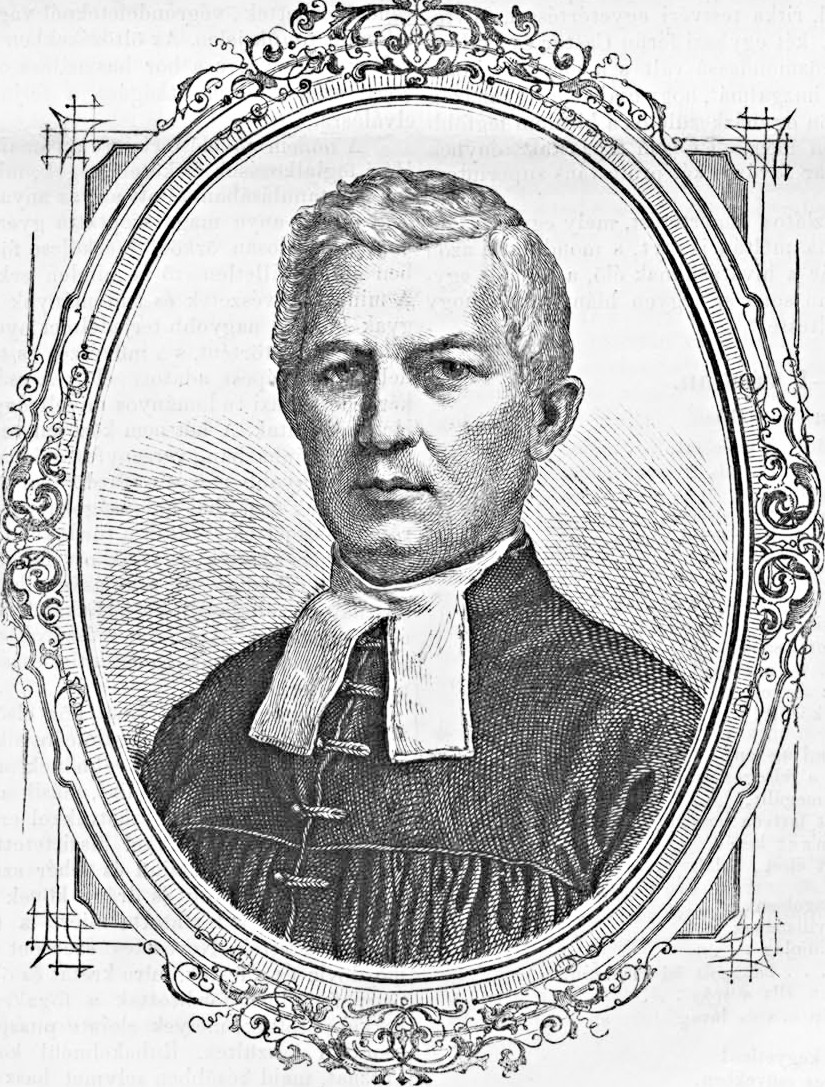
Székács József (1809-1876) orosházi születésű evangélikus püspök, író, MTA tag, az iskola nevét viseli 2009 óta.

## Igazgatók
| Igazgató neve    | Tisztség betöltési ideje  |
| ---------------- | ------------------------- |
| Dr. Benkő István | 1937-1938, ill. 1940-1941 |
| Csizmadia György | 1941-1942, ill. 1947-1948 |
| Jantos Istvánné  | 1992-2010                 |
| Fehér Borbála    | 2010-2018                 |
| Nagy Róbert      | 2018 óta                  |

## Képzési formák
Az óvodai képzés 3 és 7 éves kor között tart, és naponta négy órában kötelező nekik az óvodai foglalkozáson való részvétel. 6 óvodai csoport van az intézményben: 2 kis-, egy közepes- és egy nagycsoport, illetve két vegyes csoport.
Az általános iskola területen két egyházi tagozatos osztály indul. Azok számára akik a hat osztályos gimnáziumot választják azok ott folytatják a tanulmányaikat és így egy általános iskolai osztály marad továbbra is.
Gimnáziumban két képzési típus van: egy négy évfolyamos (tagozatkód: 0003) és egy hat évfolyamos gimnáziumi osztály (tagozatkód: 0001). Mindkét évfolyamon jellemző a hitoktatás, az anyanyelvi tárgyak hangsúlya és az informatika tárgy csoportbontásban tanulása. Amíg a négy évfolyamos gimnáziumi képzés esetében a matematika, addig a hat évfolyamos osztály esetében az idegen nyelv emelt szinten tanulása kiemelten fontos. A 2023/2024-es tanév végétől kivezetésre kerül a négy és hat évfolyamos gimnáziumi képzés.

## Alapítványok
Az iskola négy alapítvánnyal is rendelkezik. Ezt az evangélikus felekezet tagjainak és az iskola fenntartói változásának volt köszönhető.

### Evangélikus Gimnázium Alapítvány[22]
Ez az iskola legrégebbi alapítványa, amit egykori Táncsicsos-diákok alapítottak. Eredetileg a Táncsics Mihály Gimnázium evangélikus tagozatú osztályoknak, majd 1998 óta a Székács gimnáziumi osztályainak segít a kirándulásaik megszervezésében és a kiváló tanulók jutalmazásában.

### Evangélikus Általános Iskola Alapítvány[23]
Az iskola első önálló alapítványa, ami az általános iskolai diákok finanszírozását és a legjobb tanulók jutalmazását segítik elő.

### Ravasz Antal Alapítvány[24]
Az alapítvány célja eredetileg a szerényebb körülmények között élő tanulók támogatása, majd 2004 óta a legjobb érettségi eredményt elért diákot jutalmazzák.

### Sola Fide Alapítvány[25]
Ez az alapítvány az iskola hitéletét segíti elő. Minden tanévnyitókor ez az alapítvány ad énekeskönyvet az első és kilencedik osztályos tanulóknak.

## Galéria

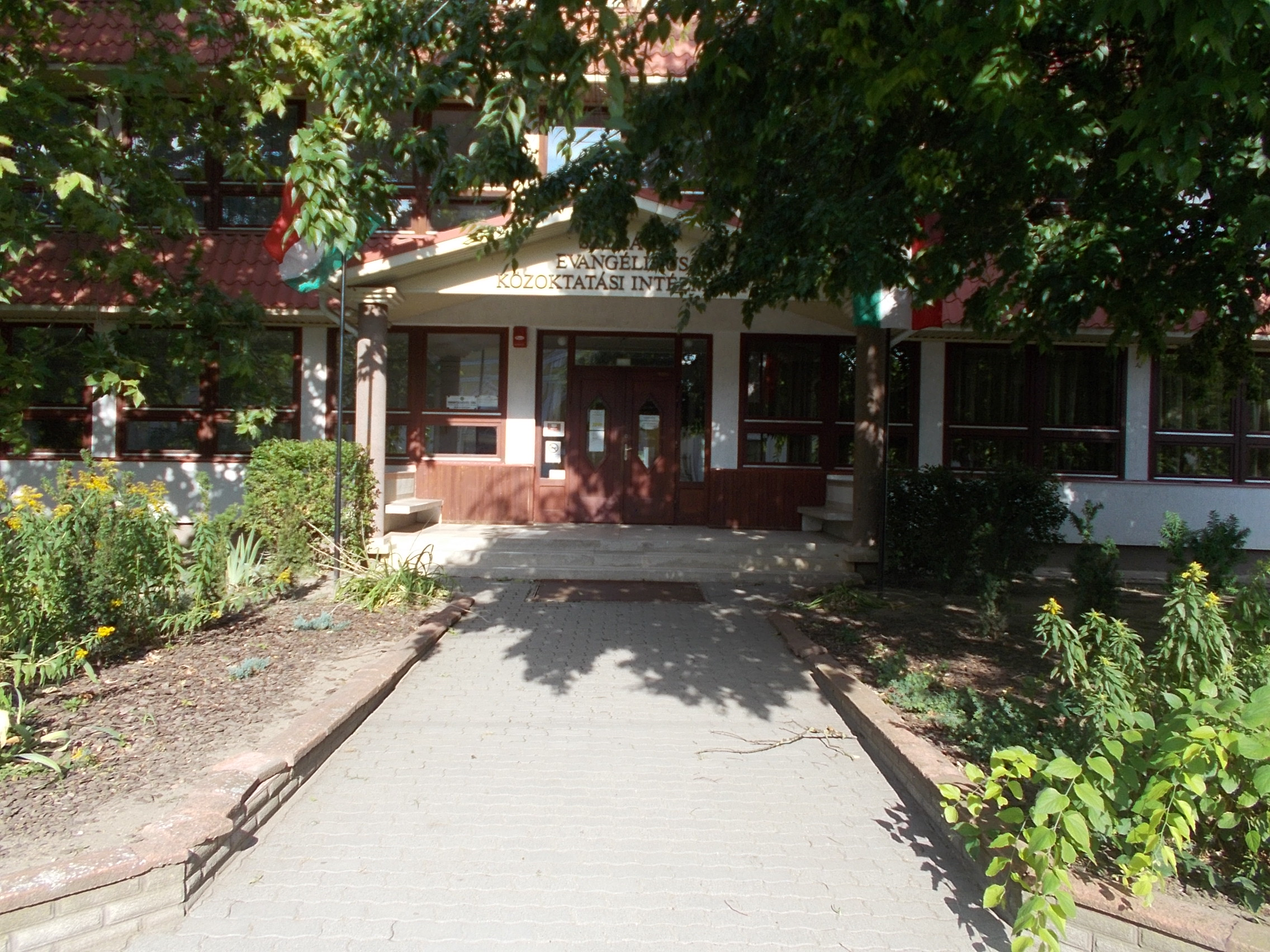
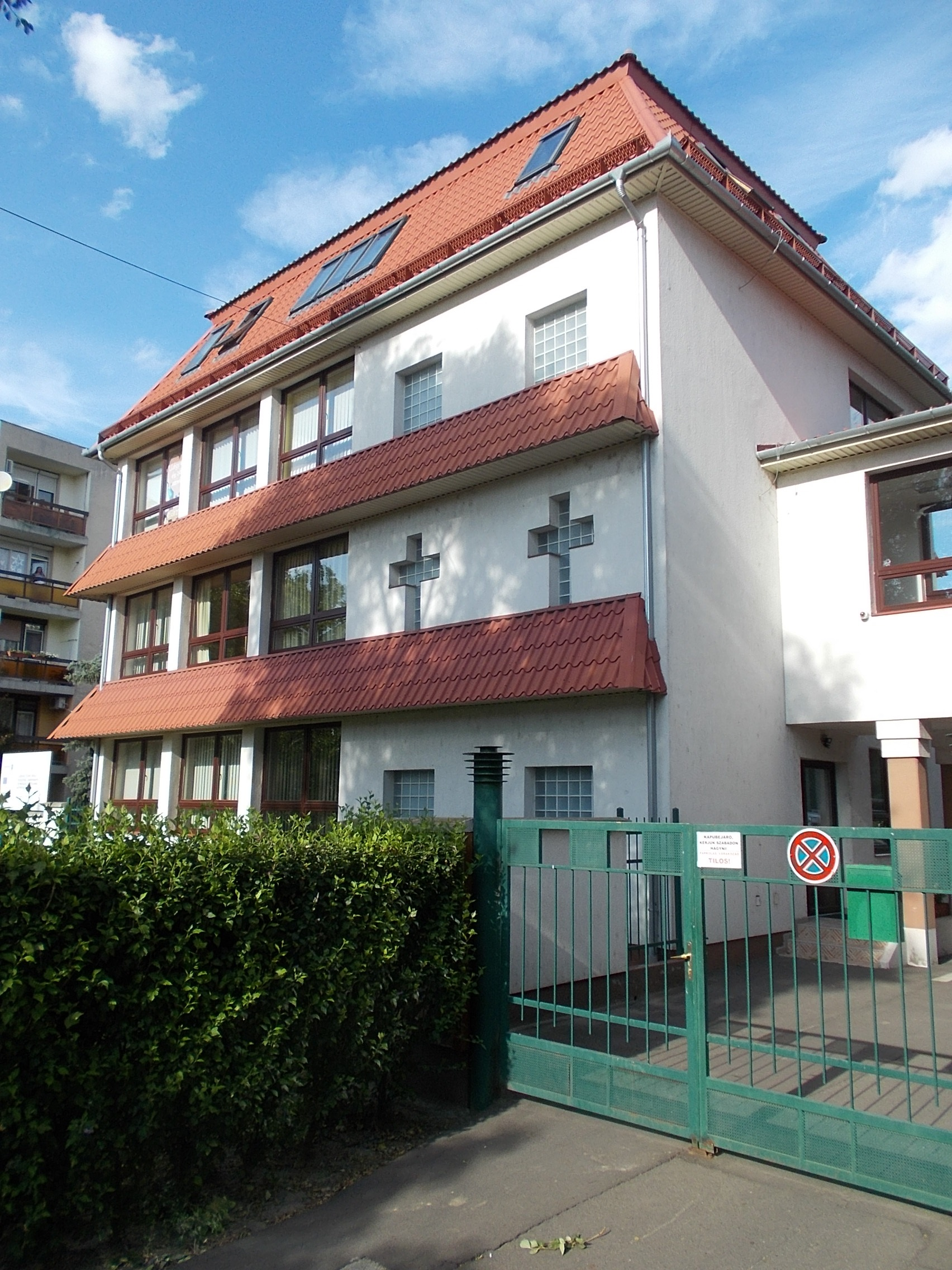
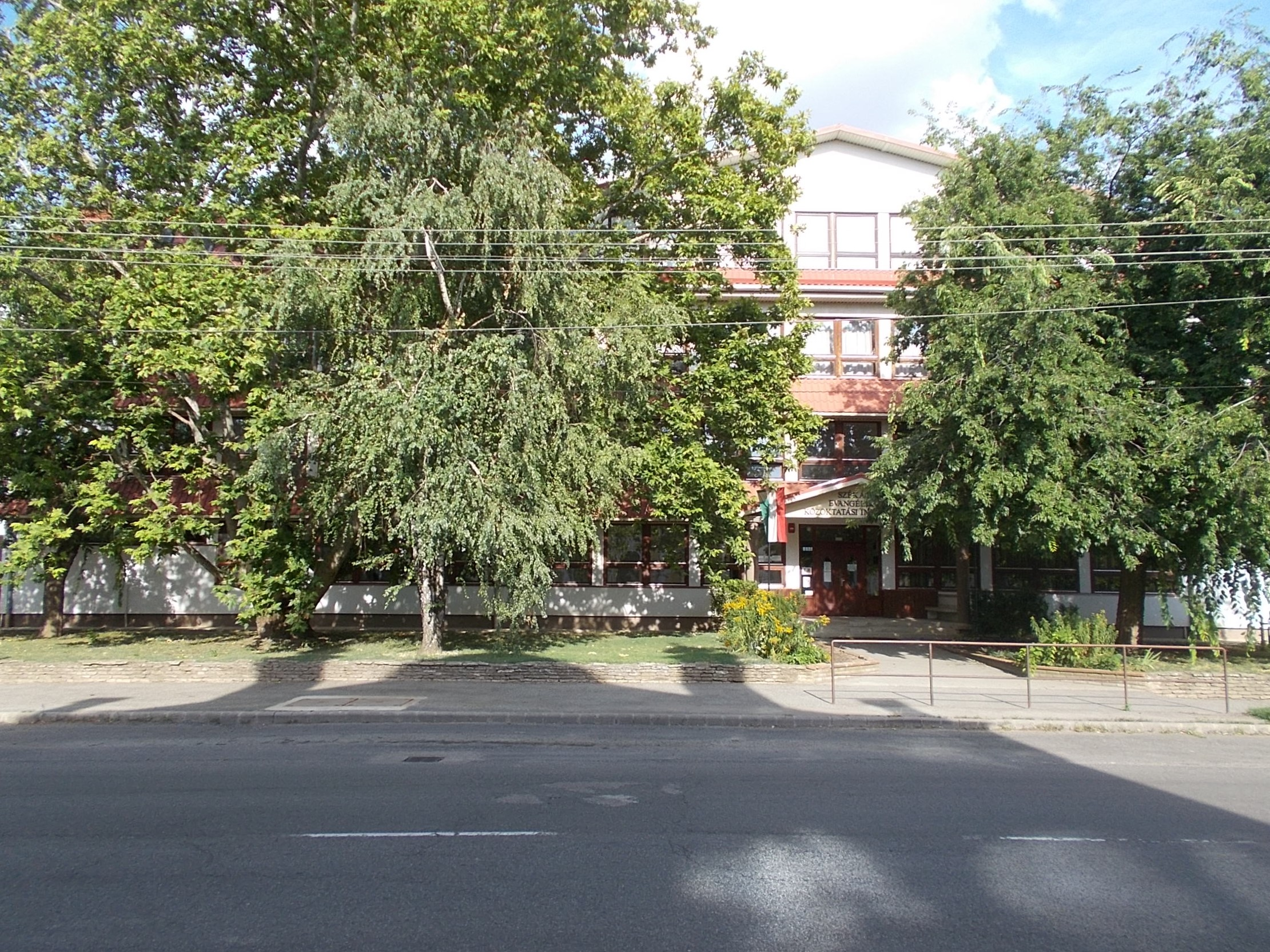
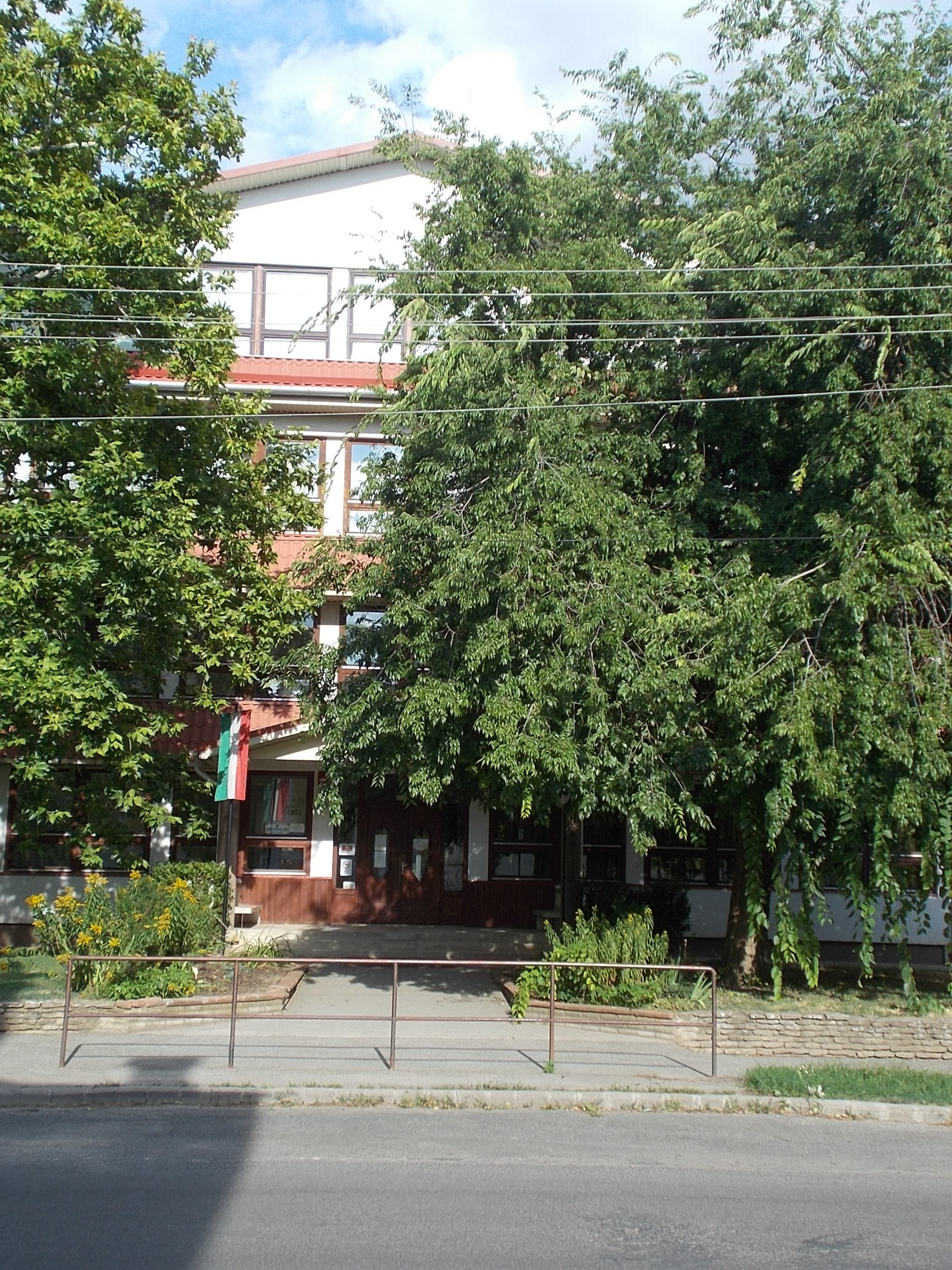
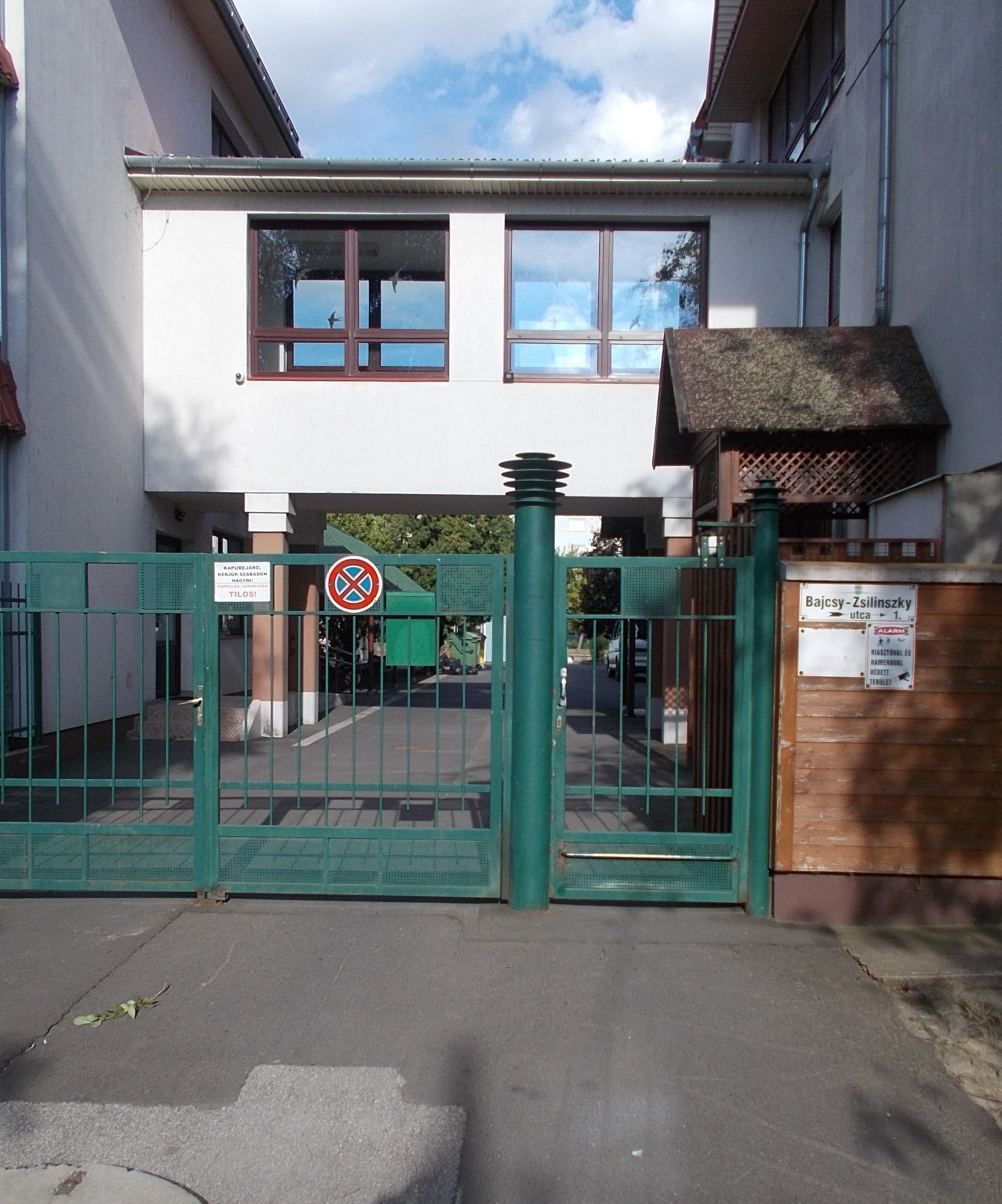